# Sojombo-symbool

Het sojombo-symbool

Het Sojombo-symbool (Mongools: Соёмбо, ᠰᠣᠶᠤᠮᠪᠤ) is een symbool en leesteken gebruikt in Mongolië en andere delen van Azië. Het dient als nationaal symbool van Mongolië en kan gevonden worden op de Vlag van Mongolië, het Wapen van Mongolië en officiële documenten.
Het dient als bijzonder teken in het sojombo-schrift, waar het gebruikt wordt om het begin en einde van een tekst aan te duiden.

## Symboliek
Het sojombo-symbool bestaat uit tien geometrische en abstracte onderdelen die voornamelijk verticaal gerangschikt zijn:
- Het vuur, is symbool voor groei, welvaart, kracht en succes. De drie tongen representeren het verleden, heden en toekomst.
- De zon en maan, symboliseren de eeuwigheid en het voortbestaan (van Mongolië) onder de oneindige blauwe lucht.
- De twee driehoeken, zijn abstracties van pijl- of speerpunten.
- De twee horizontale strepen staan voor stabiliteit. Eerlijkheid en gerechtigheid van mensen en regering.
- De vissen of taijtu staan in de oorspronkelijke interpretatie voor waakzaamheid en vertrouwen. Vissen zouden hun ogen nooit sluiten, de stippen stellen de ogen voor. De vissen representeren twee krijgers, goede vrienden of partners die op elkaar letten. Sommigen houden de modernere yin yang interpretatie van het symbool aan.
- De twee verticale rechthoeken stellen muren voor. Ze representeren bescherming en kracht.

Het vuur, de zon en de maan worden regelmatig gebruikt zonder de andere elementen.

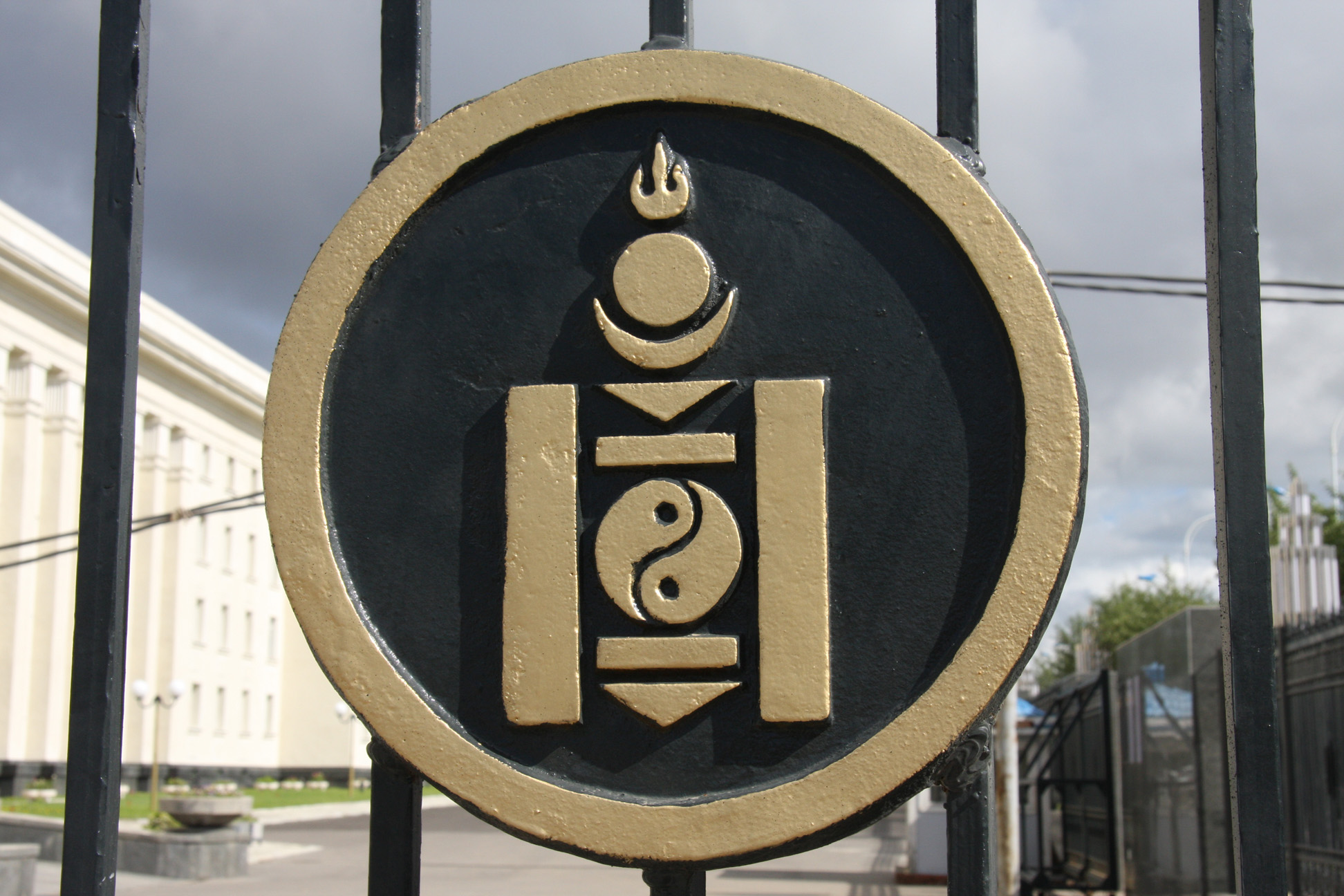
Het sojombo-symbool op de poort van het regeringspaleis in Ulaanbaatar, in Mongolië.

## Vlaggen met een Sojombo-symbool

Vlag van Mongolië
Vlag van Boerjatië
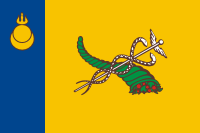
Vlag van Oelan-Oede
Vlag van Binnen-Mongolië
Vlag van de Binnen-Mongoolse volkspartij.
Vlag van Aga-Boerjatië